# Klipphare
Klipphare (Lepus saxatilis) är en däggdjursart som beskrevs av F.Cuvier 1823. Lepus saxatilis ingår i släktet harar och familjen harar och kaniner.

## Utseende
Klippharen har en grå päls på ryggen och hos flera individer finns svarta fläckar där. På undersidan är pälsen ljusare till vitaktig. Även svansen är uppdelad i en svart ovansida och en vit undersida. I ansiktet är pälsen vid kinderna och kring ögonen ljusare. Ibland förekommer en vit fläck på hjässan och pälsen bakom öronen är rödbrun. Arten är med en kroppslängd mellan 45 och 60 cm (sällan upp till 77 cm) samt med en vikt av 1,5 till 4,5 kg en större medlem av släktet. Honor är allmänt lite större än hanar.

## Utbredning och habitat
Utbredningsområdet ligger främst i Sydafrika, Lesotho och Swaziland. Arten förekommer även i angränsande delar av Namibia. Den föredrar savanner med flera träd och buskar men kan anpassa sig till jordbruksmark och trädgårdar. I bergstrakter hittas klippharen upp till 1800 meter över havet.

## Ekologi
Klippharen är främst nattaktiv men under molniga dagar letar den även på morgonen eller senare eftermiddagen efter föda. På dagen vilar den i fördjupningar i marken. Den varierande pälsfärgen ger djuret ett utmärkt kamouflage. Haren ligger nästan orörlig så att den inte blir upptäckt av ett rovdjur. När den trots allt blir avslöjad skriker den hög och springer iväg med många riktningsändringar.
Utanför parningstiden lever varje individ ensam. Födan utgörs främst av grönt gräs som kompletteras med löv och stjälkar. Kanske äter klippharen vid matbrist bark liksom andra harar från släktet Lepus.
När en hona är parningsberedd vistas vanligen flera hanar i närheten som tävlar om rätten att para sig. Hanar som boxar mot varandra, liksom hanar av närbesläktade arter, blev hittills inte observerade men det är trolig att de gör likadan. Honor kan para sig hela året men de flesta födslar sker mellan september och februari. Efter dräktigheten som varar cirka 42 dagar föder honan en till tre ungar. Ungarna väger cirka 115 gram och är redan full utvecklade. De får huvudsakligen klara sig själva och får bara di under natten. Därför överlever vanligen bara en unge första vintern. Hanar och honor blir efter ett år könsmogna. Livslängden går upp till 5 år i naturen och 7 år med människans vård.

## Hot och status
Arten hotas av etablering av extensivt jordbruk och andra urbaniseringar. Den jagas även för köttets skull. Populationen minskar men IUCN listar klippharen fortfarande som livskraftig (LC).

## Underarter
Arten delas in i följande underarter:
- L. s. saxatilis
- L. s. subrufus